# Кубок Нідерландів з футболу 2004—2005
Кубок Нідерландів з футболу 2004–2005 — 87-й розіграш кубкового футбольного турніру в Нідерландах. Володарем кубка ввосьме став ПСВ.

## Календар
| Раунд        | Дата                | Матчі | Клуби   |
| ------------ | ------------------- | ----- | ------- |
| Перший раунд | 6-16 серпня 2005    | 39    | 85 → 46 |
| Другий раунд | 21-22 вересня 2004  | 20    | 46 → 26 |
| Третій раунд | 9-10 листопада 2004 | 10    | 26 → 16 |
| 1/8 фіналу   | 25-27 січня 2005    | 8     | 16 → 8  |
| 1/4 фіналу   | 2-3 березня 2005    | 4     | 8 → 4   |
| 1/2 фіналу   | 20-21 квітня 2005   | 2     | 4 → 2   |
| Фінал        | 29 травня 2005      | 1     | 2 → 1   |

## 1/8 фіналу
| Команда 1     | Рахунок      | Команда 2 |
| ------------- | ------------ | --------- |
| 25 січня 2005 |              |           |
| ПСВ           | 4:0          | Волендам  |
| Гоу Егед Іглз | 0:1          | Віллем II |
| Дордрехт      | 1:3          | Ден Босх  |
| 26 січня 2005 |              |           |
| НАК Бреда     | 2:1 дч       | Утрехт    |
| АДО Ден Гаг   | 1:1 пен. 4:3 | Твенте    |
| АЗ            | 1:3          | Феєнорд   |
| ТОП (Осс)     | 1:1 пен. 6:5 | Валвейк   |
| 27 січня 2005 |              |           |
| Аякс          | 2:0          | Геренвен  |

## 1/4 фіналу
| Команда 1      | Рахунок | Команда 2 |
| -------------- | ------- | --------- |
| 2 березня 2005 |         |           |
| Віллем II      | 3:0     | Ден Босх  |
| АДО Ден Гаг    | 0:2     | Аякс      |
| 3 березня 2005 |         |           |
| Феєнорд        | 4:0     | НАК Бреда |
| ПСВ            | 6:1     | ТОП (Осс) |

## 1/2 фіналу
| Команда 1      | Рахунок      | Команда 2 |
| -------------- | ------------ | --------- |
| 20 квітня 2005 |              |           |
| Феєнорд        | 1:1 пен. 2:4 | ПСВ       |
| 21 квітня 2005 |              |           |
| Віллем II      | 1:0          | Аякс      |

## Фінал
| 29 травня 2005 |

| Віллем II | 0:4      | ПСВ                                                         |
| --------- | -------- | ----------------------------------------------------------- |
|           | Протокол | Баума 45' Коку 51' Пак Чі Сон 74' Веннегор оф Гесселінк 90' |

| Феєнорд, Роттердам Глядачів: 35 000 Арбітр: Ерік Брамхар |